# Supercopa francesa de futbol de 2024
La Supercopa francesa de futbol de 2024, en francès Trophée des Champions, va ser la 29a edició de la Supercopa de França. El partit va ser disputat pel Paris Saint-Germain, els guanyadors de la Ligue 1 2023–24 i la Copa de França, i el Mònaco, el subcampió de la Ligue 1 2023–24.
El Paris Saint-Germain va guanyar el partit per 1-0, aconseguint així el seu tretzè títol de supercopa.

## Selecció d'amfitrió
El partit estava programat inicialment per al 8 d'agost de 2024 a Pequín, Xina. El 3 de juliol de 2024, va ser ajornat per la Ligue de Football Professionnel (LFP). El 18 de novembre de 2024, la LFP va confirmar que el matx tindria lloc a Doha, Qatar, el 5 de gener de 2025. Altres països considerats per l'acollida van ser Mònaco i Costa d'Ivori. El 12 de desembre de 2024, es va revelar que el lloc era l'Estadi 974.

## Lloc
| Ciutat            | Estadi     | Doha Ubicació de la ciutat amfitriona de la supercopa francesa de 2024. |
| ----------------- | ---------- | ----------------------------------------------------------------------- |
| Doha              | Estadi 974 | Doha Ubicació de la ciutat amfitriona de la supercopa francesa de 2024. |
|                   |            | Doha Ubicació de la ciutat amfitriona de la supercopa francesa de 2024. |
| Capacitat: 44,089 |            | Doha Ubicació de la ciutat amfitriona de la supercopa francesa de 2024. |

## Partit

### Detalls
| Paris Saint-Germain FC | 1–0     | AS Monaco |
| ---------------------- | ------- | --------- |
| * Dembélé 90+2'        | Informe |           |

| Paris Saint-Germain | Monaco |

| GK           | 1  | Gianluigi Donnarumma |     |     |
| RB           | 2  | Achraf Hakimi        |     |     |
| CB           | 5  | Marquinhos (c)       |     |     |
| CB           | 51 | Willian Pacho        |     |     |
| LB           | 25 | Nuno Mendes          | 23' |     |
| CM           | 33 | Warren Zaïre-Emery   |     | 88' |
| CM           | 17 | Vitinha              |     |     |
| CM           | 87 | João Neves           |     | 67' |
| RW           | 19 | Lee Kang-in          |     | 67' |
| CF           | 10 | Ousmane Dembélé      |     |     |
| LW           | 14 | Désiré Doué          |     | 72' |
| Substituts:  |    |                      |     |     |
| GK           | 39 | Matvey Safonov       |     |     |
| DF           | 21 | Lucas Hernandez      |     |     |
| DF           | 35 | Lucas Beraldo        |     |     |
| DF           | 42 | Yoram Zague          |     |     |
| MF           | 8  | Fabián Ruiz          |     | 67' |
| MF           | 24 | Senny Mayulu         |     | 88' |
| FW           | 9  | Gonçalo Ramos        |     | 72' |
| FW           | 11 | Marco Asensio        |     |     |
| FW           | 29 | Bradley Barcola      | 87' | 67' |
| Entrenador:  |    |                      |     |     |
| Luis Enrique |    |                      |     |     |

| GK          | 16 | Philipp Köhn       |     |     |
| RB          | 2  | Vanderson          | 35' | 86' |
| CB          | 22 | Mohammed Salisu    |     |     |
| CB          | 5  | Thilo Kehrer       |     |     |
| LB          | 12 | Caio Henrique      |     |     |
| CM          | 10 | Aleksandr Golovin  |     | 72' |
| CM          | 6  | Denis Zakaria (c)  |     |     |
| RW          | 11 | Maghnes Akliouche  |     | 86' |
| AM          | 18 | Takumi Minamino    |     |     |
| LW          | 7  | Eliesse Ben Seghir |     |     |
| CF          | 21 | George Ilenikhena  |     | 72' |
| Substituts: |    |                    |     |     |
| GK          | 50 | Yann Liénard       |     |     |
| DF          | 4  | Jordan Teze        |     | 86' |
| DF          | 20 | Kassoum Ouattara   |     |     |
| DF          | 46 | Bradel Kiwa        |     |     |
| DF          | 88 | Soungoutou Magassa |     | 86' |
| MF          | 8  | Eliot Matazo       |     |     |
| MF          | 15 | Lamine Camara      |     | 72' |
| MF          | 42 | Saïmon Bouabré     |     |     |
| FW          | 36 | Breel Embolo       |     | 72' |
| Entrenador: |    |                    |     |     |
| Adi Hütter  |    |                    |     |     |

| Home del partit: Ousmane Dembélé (París Saint-Germain) Àrbitres assistents: Erwan Finjean Philippe Jeanne Quart àrbitre: Abdelatif Kherradji Àrbitre assistent de vídeo: Hamid Guénaoui Ajudant d'àrbitre assistent de vídeo: Cédric Dos Santos | Regles del partit - 90 minuts. - Tanda de penals en cas d'empat. - Nou substituts designats, dels quals se'n poden utilitzar fins a cinc. |